# Goat River (Mattawitchewan River)
Der Goat River ist ein 63 km langer rechter Nebenfluss des Mattawitchewan River im Norden der kanadischen Provinz Ontario.
Der Goat River bildet den Abfluss des Minnipuka Lake im Norden des Algoma District. Der Goat River durchfließt anfangs die Seen Lower Minnipuka Lake und Goat Lake. Anschließend fließt er in nördlicher Richtung durch den Kanadischen Schild. Schließlich mündet der Goat River in den Mattawitchewan River, 25 km oberhalb dessen Mündung in den Missinaibi River.